# 1301

## Události
- 6. leden Jindřich I. z Rožmberka se stává nejvyšším komorníkem českého království
- 14. leden – smrtí uherského krále Ondřeje III. po meči vymírají Arpádovci
- 27. srpen – Václav III. korunován na krále uherského
- 15. října – převrat ve Florencii

## Narození
- 23. července – Ota Habsburský, vévoda rakouský, štýrský a korutanský († 17. února 1339)
- ? – Andrea Corsini, italský biskup a světec († 6. ledna 1374)
- ? – Ingeborg Norská, regentka Norska a Švédska († 1361)
- ? – Jan Aragonský, syn aragonského krále Jakuba II., arcibiskup a kazatel († 19. srpna 1334)
- ? – Nitta Jošisada, japonský samurajský velitel († 1338)

## Úmrtí
- 14. ledna – Ondřej III.,uherský král (* 1265)
- 6. září – Řehoř Zajíc z Valdeka, pražský biskup (* 1235)
- 9. listopadu – Boleslav I. Surový, svídnicko-javorský kníže
- 17. listopadu – sv. Gertruda Veliká, řeholnice benediktinského řádu (* 6. ledna 1256)
- 19. listopadu – Jan III. Romka, sedmnáctý vratislavský biskup (* ?)
- Violanta Aragonská, kastilská královna jako manželka Alfonse X. (* 1236)

## Hlava státu
Jižní Evropa
- Iberský poloostrov
  - Portugalské království – Dinis I. Hospodář
  - Kastilské království – Ferdinand IV. Pozvaný
  - Navarrské království – Johana I.
  - Aragonské království – Jakub II. Spravedlivý
- Apeninský poloostrov
  - Papežský stát – Bonifác VIII.
  - Benátská republika – Pietro Gradenigo
  - Neapolské království – Robert I. Moudrý
  - Milánské panství – Matteo I. Visconti

Západní Evropa
- Francouzské království – Filip IV. Sličný
- Anglické království – Eduard I. Dlouhán
- Bretaňské vévodství – Jan II. Bretaňský

Severní Evropa
- Norsko – Haakon V. Magnusson
- Švédsko – Birger Magnusson
- Dánsko – Erik VI. Menved

Střední Evropa
- Svatá říše římská – Albrecht I. Habsburský
  - České království – Václav II.
  - Braniborské markrabství – Ota IV.
  - Rýnské falckrabství – Rudolf I. Falcký
  - Hrabství holandské – Jan II. Holandský
  - Meklenburské knížectví – Jindřich I. Meklenburský
  - Hrabství henegavské – Jan II. Holandský
- Polské království – Václav I. Český
- Uherské království – Ondřej III. – Ladislav V. Český

Východní Evropa
- Litevské velkoknížectví – Vytenis
- Moskevská Rus – Daniil Alexandrovič
- Bulharské carství – Teodor Svetoslav
- Byzantská říše – Andronikos II. Palaiologos
- Osmanská říše – Osman I.